# Daniel Heifetz
Daniel Alan Heifetz, né le 20 novembre 1948, est un violoniste américain. 
Il est le fondateur et directeur artistique de l'Institut Heifetz de la musique. Sa carrière a été axée sur l'éducation et l'art de la communication par l'interprétation.

## Biographie

### Jeunesse
Daniel Heifetz a grandi dans le sud de la Californie. Il est le fils du Dr Milton Heifetz et de Betsy Heifetz (née Baron). Il a commencé à étudier le violon à l'âge de six ans. À seize ans, Heifetz étudie avec Efrem Zimbalist au Curtis Institute of Music de Philadelphie. Il fut également formé par Jascha Brodsky et, à la retraite de Zimbalist, il a terminé ses études avec Ivan Galamian. Il a fait ses débuts orchestraux à New York à l'Avery Fisher Hall du Lincoln Center en jouant le concerto pour violon de Tchaïkovski avec le National Symphony Orchestra. Heifetz a également été formé au début de sa carrière par le violoniste polonais / mexicain Henryk Szeryng, qui l'a présenté au violoniste russe David Oistrakh. C'est Oistrakh qui l'a présenté à l'imprésario Sol Hurok qui a pris Heifetz sous sa coupe,,,.
Son frère cadet est Ronald A. Heifetz, maître de conférences du roi Hussein bin Talal en leadership public et fondateur du Centre du Public Leadership de la John F. Kennedy School of Government de l'Université Harvard, et cofondateur de Cambridge Leadership Associates.

### Carrière
Heifetz a été lauréat du concours Merriweather-Post à Washington DC et du concours international Tchaïkovski à Moscou. Après ce dernier concours, Heifetz a fait don de sa récompense aux familles des dissidents emprisonnés Alexandre Ginsburg et Natan Sharansky. Richard L. Thornburgh, ancien procureur général des États-Unis et gouverneur de la Pennsylvanie, a organisé un dîner d'État en l'honneur de ce geste.

### Enseignement et jurys
Heifetz a été professeur de violon dans trois grandes universités : l'Institut Peabody de l'Université Johns-Hopkins, l'Université Carnegie-Mellon et l'Université du Maryland College Park. En plus de ces postes, il a donné des master class partout dans le monde.
En mai 2015, il fut l'un des animateurs vedette du Symposium Starling-Delay Violin organisé à la Juilliard School à New York.
En août et septembre 2016, il a été membre du jury du premier concours international de violon Isaac Stern de Shanghai qui a suscité une controverse  pour avoir affiché les notes des jurés à chaque tour. En janvier et février 2017, Heifetz a présidé le jury composé de sept membres  du premier concours international de violon Elmar Oliveira, qui s'est déroulé sur le campus de l'Université Lynn à Boca Raton en Floride.

### Institut international de musique Heifetz
En 1996, Heifetz a fondé le Heifetz International Music Institute destiné aux jeunes musiciens du monde entier. Il s’agit principalement d’un programme d’été de six semaines qui a maintenant lieu à l’ Université Mary Baldwin de Staunton, en Virginie.
L'institut attire des professeurs de conservatoires nationaux et internationaux  et offre un programme de formation en communication et en interprétation. Heifetz enseigne aux musiciens comment communiquer l'émotion de la musique par le biais d'une série de cours de prise de parole, d'utilisation de la voix, de théâtre, de mouvement et de liberté d'expression,. L’Institut Heifetz offre des possibilités de développement de carrière à ses anciens élèves par le biais d’un programme appelé Heifetz on Tour.
En novembre 2014, Heifetz a décrit la philosophie qui sous-tend sa formation en communication offerte à l'Institut Heifetz dans une présentation TEDx donnée à Charlottesville, en Virginie.